# Glaucoomimplantaat
Een glaucoomimplantaat of glaucoomimplant is een shunt die gebruikt wordt om bij glaucoom (groene staar) de oogdruk te verlagen.

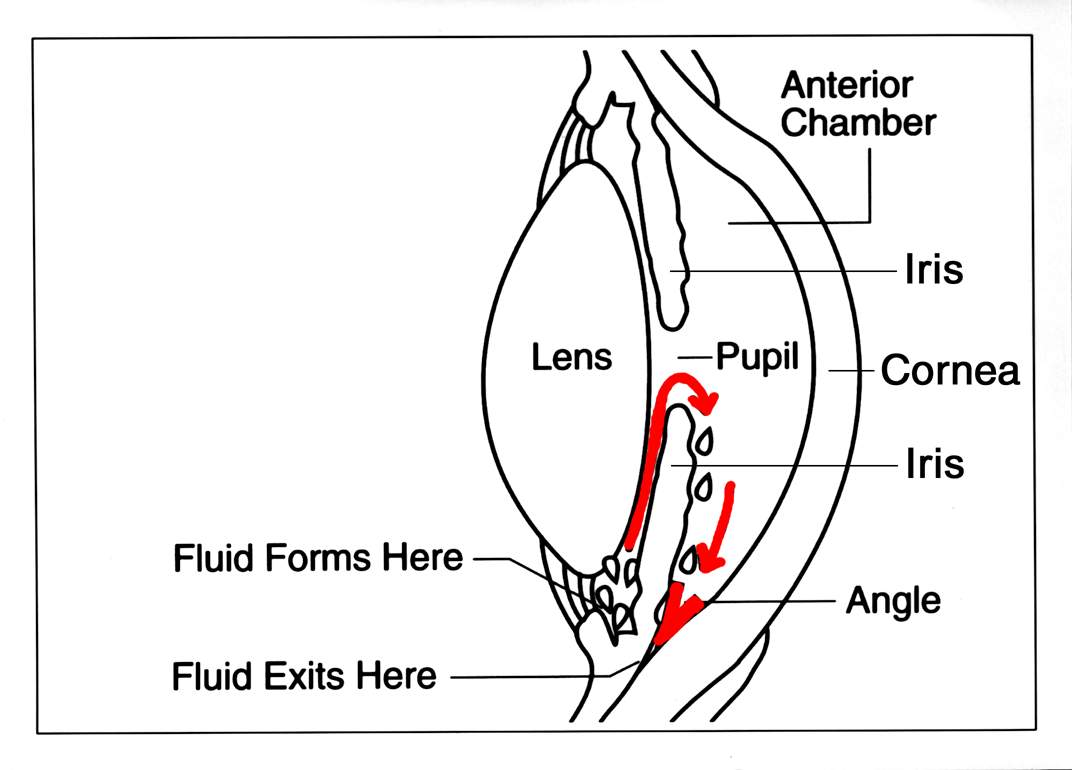
Normale circulatie van het kamervocht in het oog. (rechts is voor).

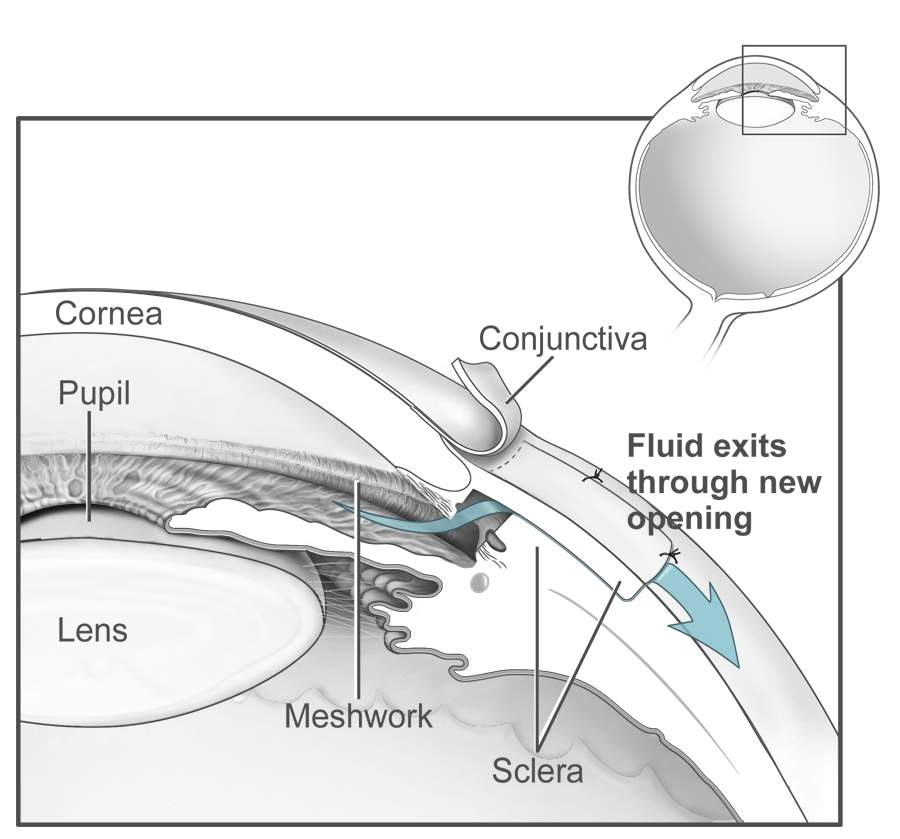
Trabeculotomie: het oogvocht wordt afgeleid door een opening in de iris. Bij de in dit artikel beschreven procedure wordt daarbij een buisje geplaatst.

## Werking
Het apparaatje leidt het oogvocht af van het trabeculair netwerk naar een gevormde uitstroomkamer, die bleb genoemd wordt. De oogdruk daalt daardoor van ongeveer 4,5 tot 1,3 kPa (van 33 tot 10 mmHg) doordat gemiddeld 2,75 microliter/min afgevoerd wordt.

## Soorten
Er zijn meerdere soorten glaucoomimplantaten:
- de oorspronkelijke Molteno implant (1966),
- de Baerveldt tube shunt,
- de implantaten met kleppen, zoals de Ahmed glaucoma valve implant en
- de latere generatie pressure ridge Molteno implantaten.

Deze worden bij glaucoompatiënten gebruikt die niet reageren op maximale behandeling met geneesmiddelen, en niet op eerdere operatieve behandeling (trabeculectomie).
Het buisje wordt in de voorste oogkamer aangebracht en het plaatje wordt onder het bindvlies (conjunctiva) aangebracht zodat het vocht af kan vloeien via een uitstroomkamer die ook wel bleb wordt genoemd.
The ExPress Mini Shunt is een nieuwer apparaatje zonder klep. Aanvankelijk was het bedoeld om een directe verbinding te kunnen maken tussen de voorste oogkamer en de bleb. Het bleek bij dit gebruik niet stabiel en bracht schade aan aan het bindvlies. Tegenwoordig wordt het gebruikt bij de trabeculotomie; het wordt daarbij onder een lap van de sclera geplaatst, waardoor er geen sclerostomie hoeft te worden aangelegd.

## Indicaties
Een glaucoomimplantaat wordt toegepast bij glaucoompatiënten die niet reageren op maximale medicatie, waarbij een eerdere operatie (trabeculotomie) is mislukt, of bij wie men een mislukking verwacht.

Situaties waarin men al bij de eerste operatie een implantaat overweegt:
- Neovasculair glaucoom met afwijkingen van de bloedvaten van het oog (bv bij Diabetes mellitus)
- Uveïtis anterior, ook wel iridocyclitis genaamd (ontsteking van het oog)
- Traumatisch glaucoom (door oogletsel)
- Siliconenglaucoom; als complicatie van de behandeling van een netvliesloslating waarbij siliconen in het oog zijn gebracht
- Glaucoom bij kinderen, ten gevolge van een aangeboren afwijking.

## Operatietechniek
Het buisje wordt in de voorste oogkamer aangebracht en het plaatje wordt onder het bindvlies aangebracht zodat het vocht af kan vloeien via een uitstroomkamer die ook wel bleb wordt genoemd.
- Bij de implantaten zonder klep moet het buisje soms worden afgebonden tot er een verbindweefselde en waterdichte bleb is ontstaan.[2] Dit om een te lage druk na de operatie te voorkomen. Implantaten met kleppen hebben dit beter onder controle.[3]

## Complicaties
Door littekenvorming kan het onder de conjunctiva gelegen deel van de shunt te dik worden, waardoor het kamervocht er niet meer doorheen kan. Het kan nodig zijn tijdens de procedure dit met medicatie 5-fluoro-uracil (5-FU) of mitomycine-C te behandelen of zelfs de operatie te herhalen.